# Starting-block
Pour l'association française d'éducation populaire, voir Starting-Block.
Pour le jeu vidéo, voir Starting Blocks.

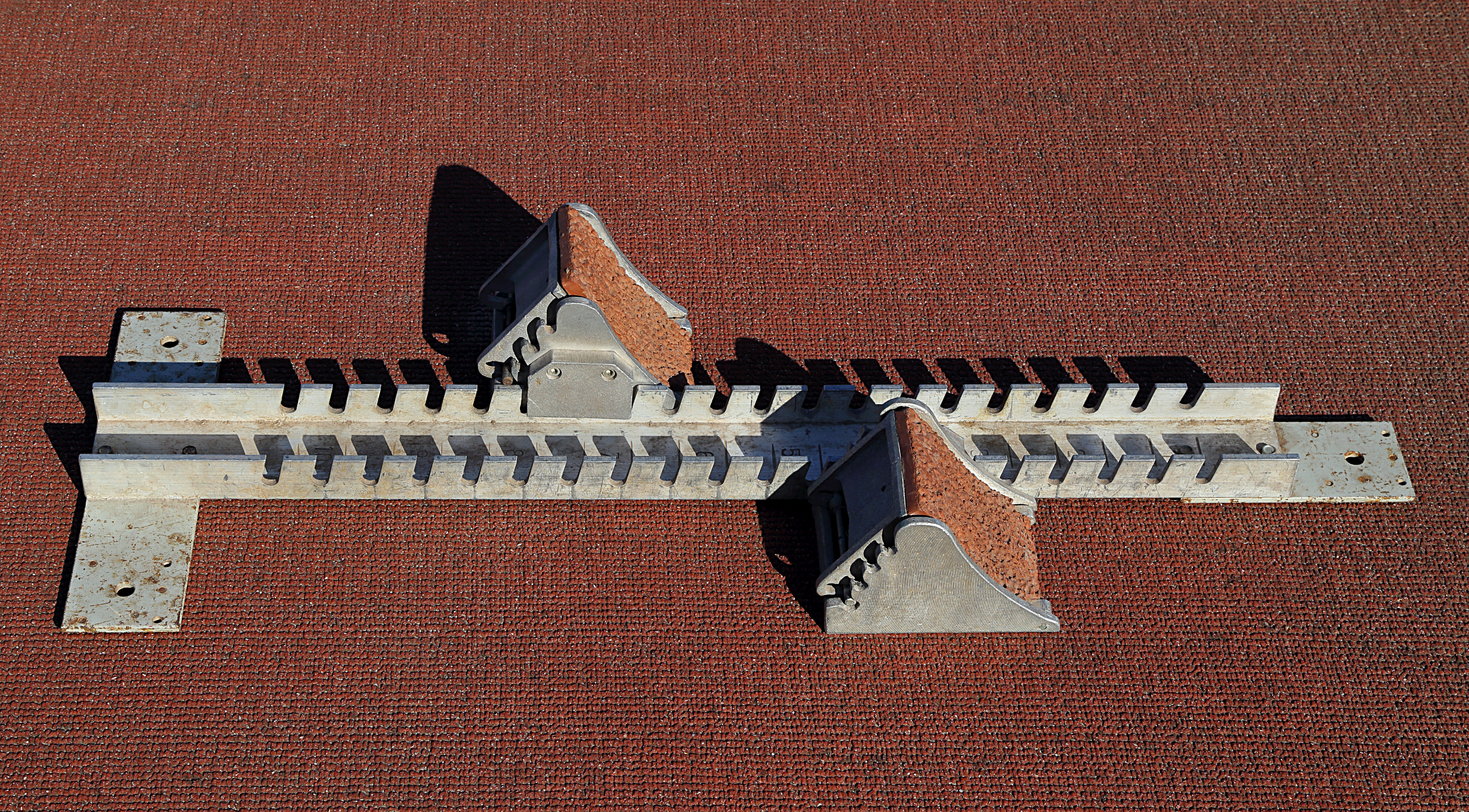
Un bloc de départ.

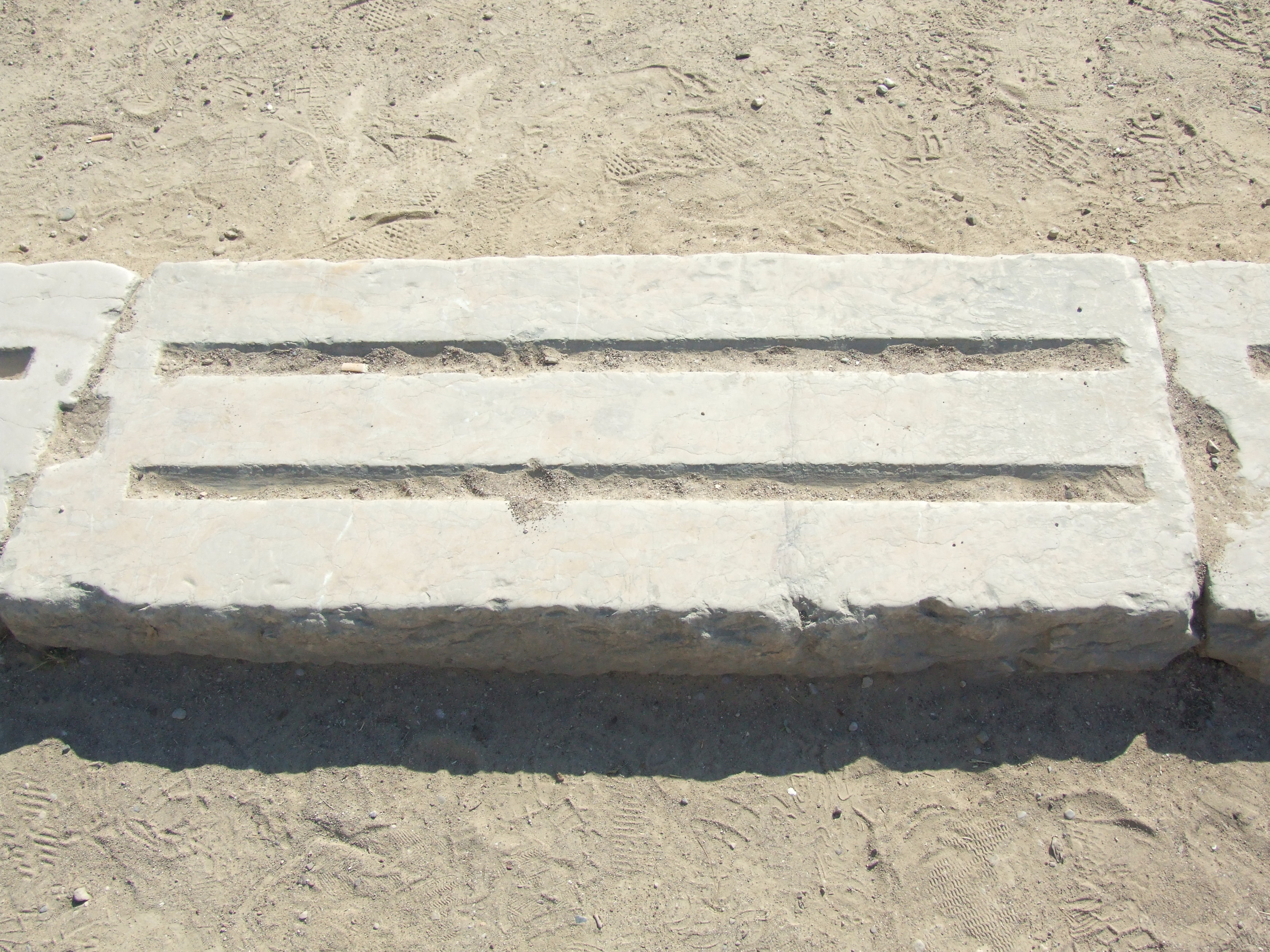
Pierre rainurée de la ligne de départ des Jeux olympiques antiques.

Un bloc de départ, une cale de départ ou encore un starting-block est un engin réglable constitué de deux cales pour les pieds, utilisé en athlétisme pour le départ des courses.
La fixation se fait en posant simplement les blocs de départ sur la piste, ils comportent à la base des pointes en acier, qui l'empêchent  de glisser quand le coureur s'élance. Il peuvent être rapidement retirés une fois l'athlète parti. Ils permettent aux athlètes de donner une impulsion plus efficace au départ d'une course. Ils sont employés sur toutes les distances égales ou inférieures à 400 mètres.
Le coureur règle son bloc de départ en fonction de sa taille de façon à poser ses mains derrière la ligne de départ. Pour le 100 mètres, les lignes de départ (et non les blocs de départ) sont sur une même ligne alors que pour le 200 mètres et le 400 mètres, elles sont décalées pour compenser la distance plus grande à l'extérieur des virages.

## Histoire

### Grèce antique

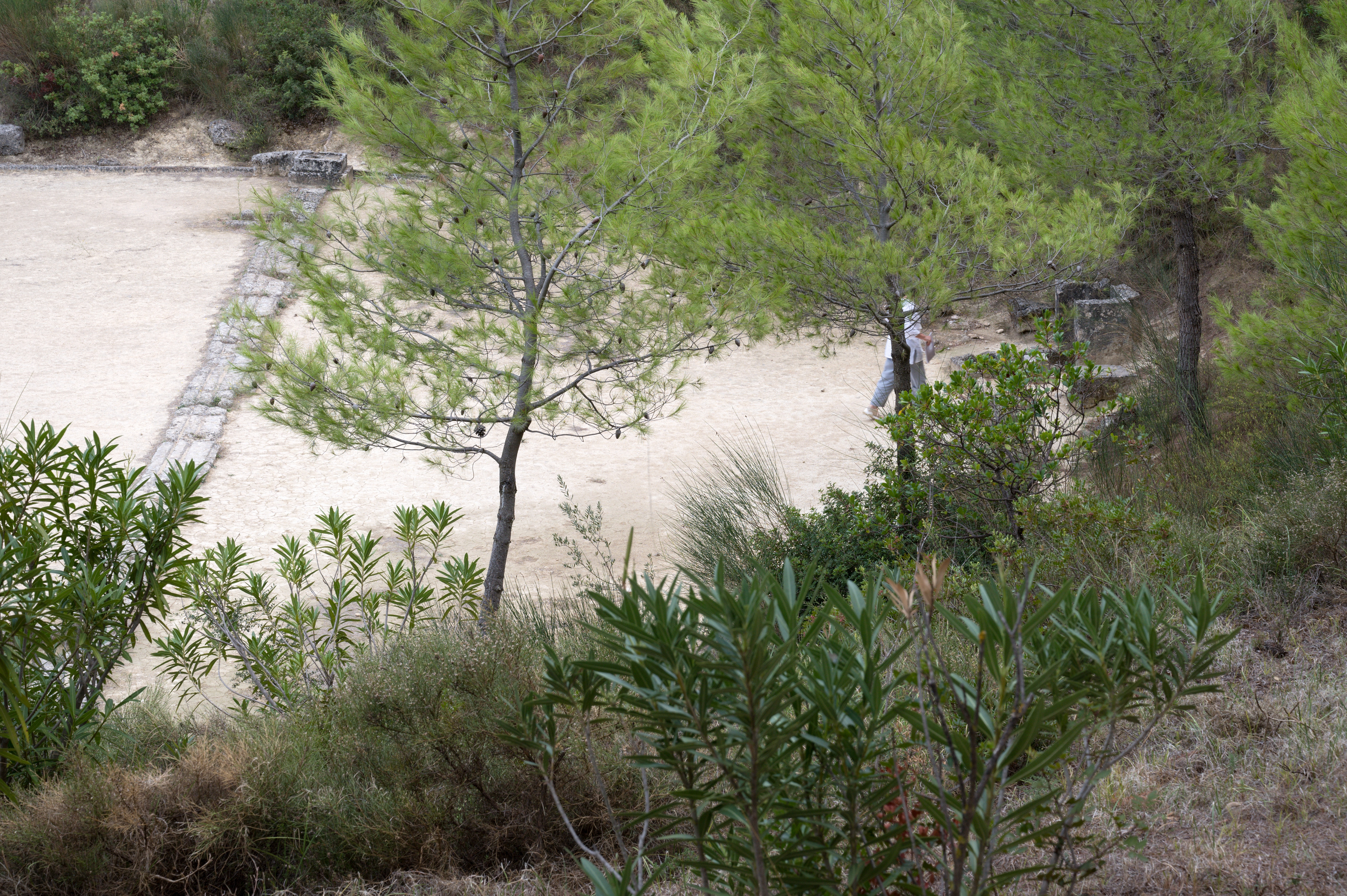
La balbís du stadion de Némée, ancêtre des starting-blocks.

Dans la Grèce antique, l'ancêtre du bloc de départ était appelé la balbís, bande de pierre comportant deux rainures parallèles, écartées d'une douzaine de centimètres, pour caler les orteils. La plus ancienne balbís connue se trouve dans le stade de Némée et date des environs de 500 av. J.-C. Sa présence est attestée presque partout au IVe siècle av. J.-C..
Ce dispositif sur la ligne de départ est progressivement remplacé par l'hysplex destiné à éviter tout départ prématuré : sur la bande de pierre, deux piquets verticaux articulés portant deux cordes horizontales : l'une à hauteur du genou et l'autre à hauteur de l'abdomen des coureurs. Pour donner le signal du départ, on tirait sur la corde, ce qui faisait tomber les piquets : l'articulation était munie d'une sorte de ressort, réalisé avec des tendons d'animaux ou des cheveux de femmes tressés. Cela permettait de contrôler les faux départs, car les Grecs étaient obnubilés par un idéal de justice, qui s'appliquait aussi dans le sport.

### Bloc de départ moderne
C'est en juin 1929 que, pour la première fois, le sprinteur George Simpson utilisa à Chicago des plots en bois et qu'il les utilisa comme appuis. Ses adversaires se contentaient, comme cela était d'usage, de creuser des trous dans la cendrée pour y caler leurs pieds. Ils ne seront que tolérés qu'en 1937, validés par le 14e congrès de l'IAAF le 28 février 1938 et officiellement autorisés lors des épreuves de sprint des Jeux olympiques de Londres en 1948. Ils sont actuellement obligatoires pour toute course de distance inférieure ou égale à 400 mètres, y compris les relais 4 × 200 m et 4 × 400 m[réf. nécessaire].